# Kuczyn (powiat moniecki)
Kuczyn – wieś w Polsce położona w województwie podlaskim, powiecie monieckim, gminie Mońki.
Do 1954 miejscowość znajdowała się w odległej eksklawie miasta Knyszyn.
W latach 1975–1998 miejscowość należała administracyjnie do województwa białostockiego.
Wierni kościoła rzymskokatolickiego należą do parafii Matki Boskiej Częstochowskiej i św. Kazimierza w Mońkach.

## Linki  zewnętrzne
- Kuczyn 2(1), [w:] Słownik geograficzny Królestwa Polskiego, t. XV, cz. 2: Januszpol – Wola Justowska, Warszawa 1902, s. 189.